# Prunus fasciculata
Prunus fasciculata — вид квіткових рослин із підродини мигдалевих (Amygdaloideae).

## Біоморфологічна характеристика
Це кущ, дуже розгалужений, 10–20(30) дм, колючий. Листки опадні, сидячі; пластинки від зворотно-ланцетної до лінійної форми, 0.5–2 × 0.1–0.2(0.4) см, майже цілі або нечітко та віддалено зубчасті в дистальній 1/3, зубці від тупих до гострих, іноді залозисті, верхівка округла до гострої, поверхні дещо запушені. Суцвіття — 1 чи 2-квіткові пучки. Квіти розпускаються після появи листя; гіпантій дзвінчастий, 1.5–3 мм, зовні голий; чашолистки прямо-розпростерті, трикутні, 0.7–1 мм, краї цілі, поверхні голі; пелюстки від білих до жовтуватих, еліптичні, обернено-яйцеподібні чи майже округлі, 1.4–2.5(4) мм. Кістянки від сірого до червоно-коричневого забарвлення, яйцеподібні, 7–15 мм, густо запушені; мезокарпій від шкірястого до сухого; кісточки яйцеподібні, ± сплощені.

## Поширення, екологія
Ареал: Аризона, Каліфорнія, Невада, Юта, Нижня Каліфорнія.

## Використання
Плодит вживаються сирими чи приготовленими. Вважається великим делікатесом і важливим джерелом їжі в деяких індіанських племен Північної Америки. З листя можна отримати зелений барвник. З плодів можна отримати барвник від темно-сірого до зеленого.

## Галерея

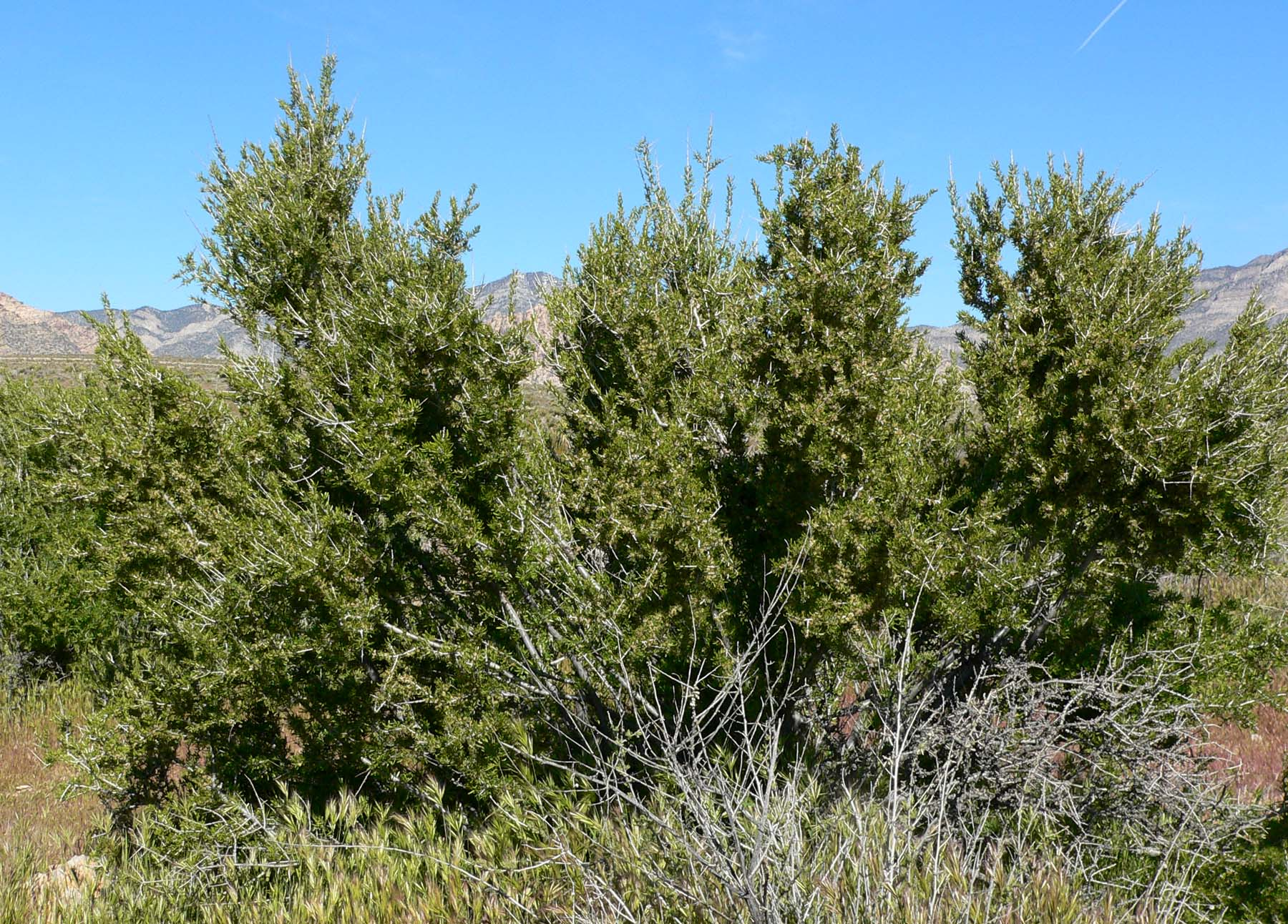
загальний вигляд
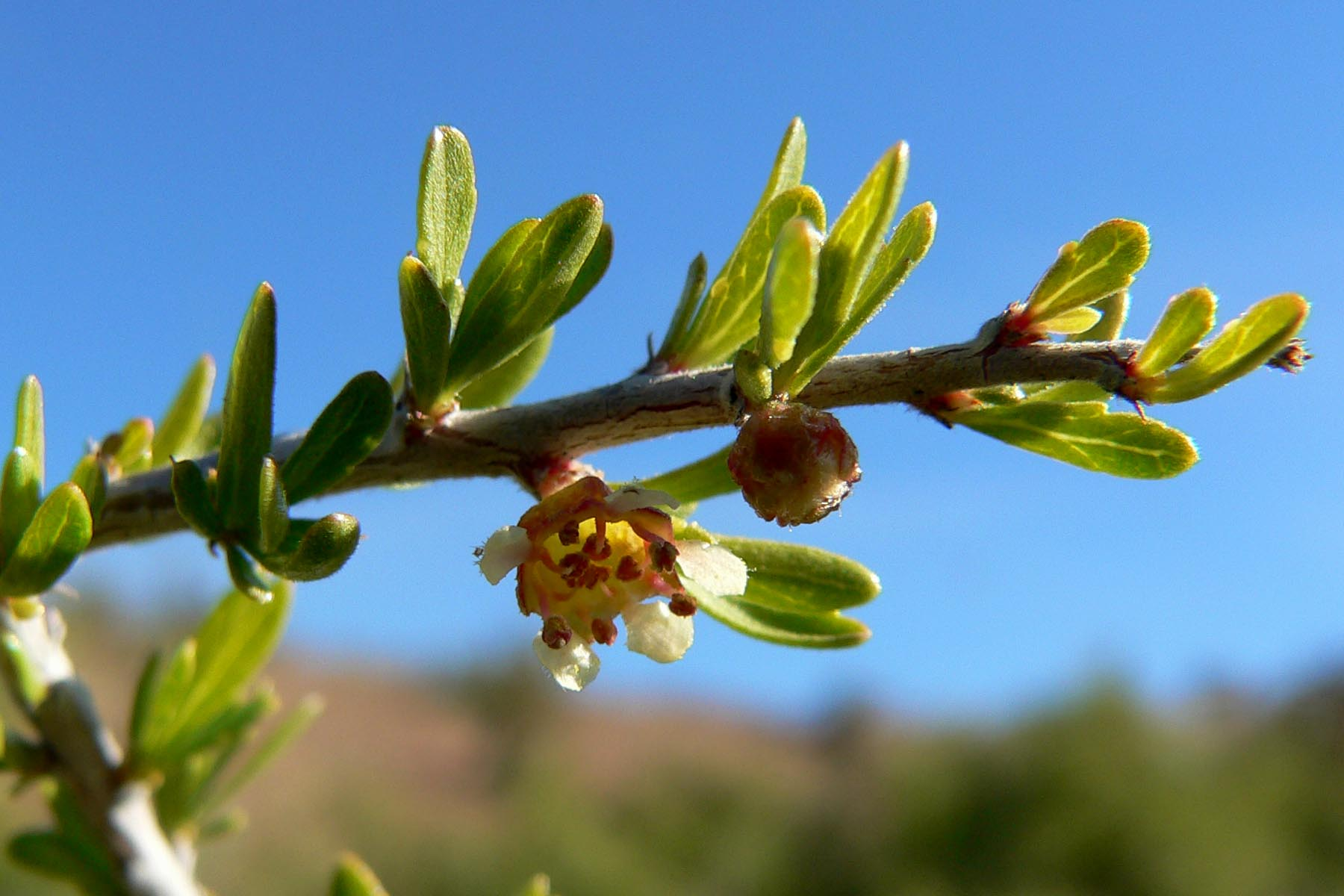
листки
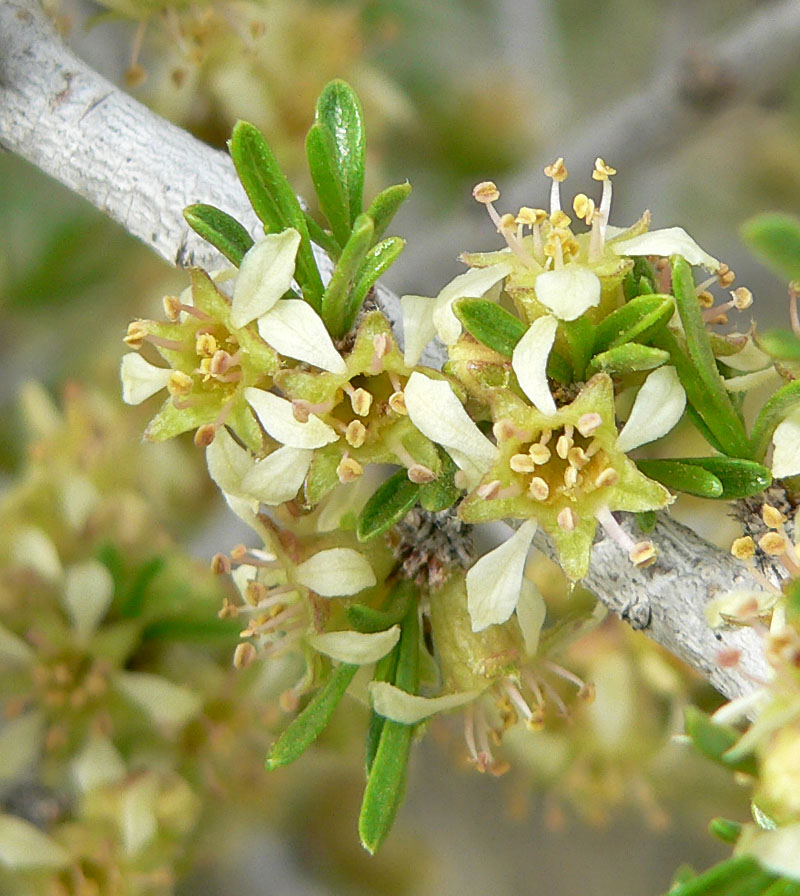
квітки
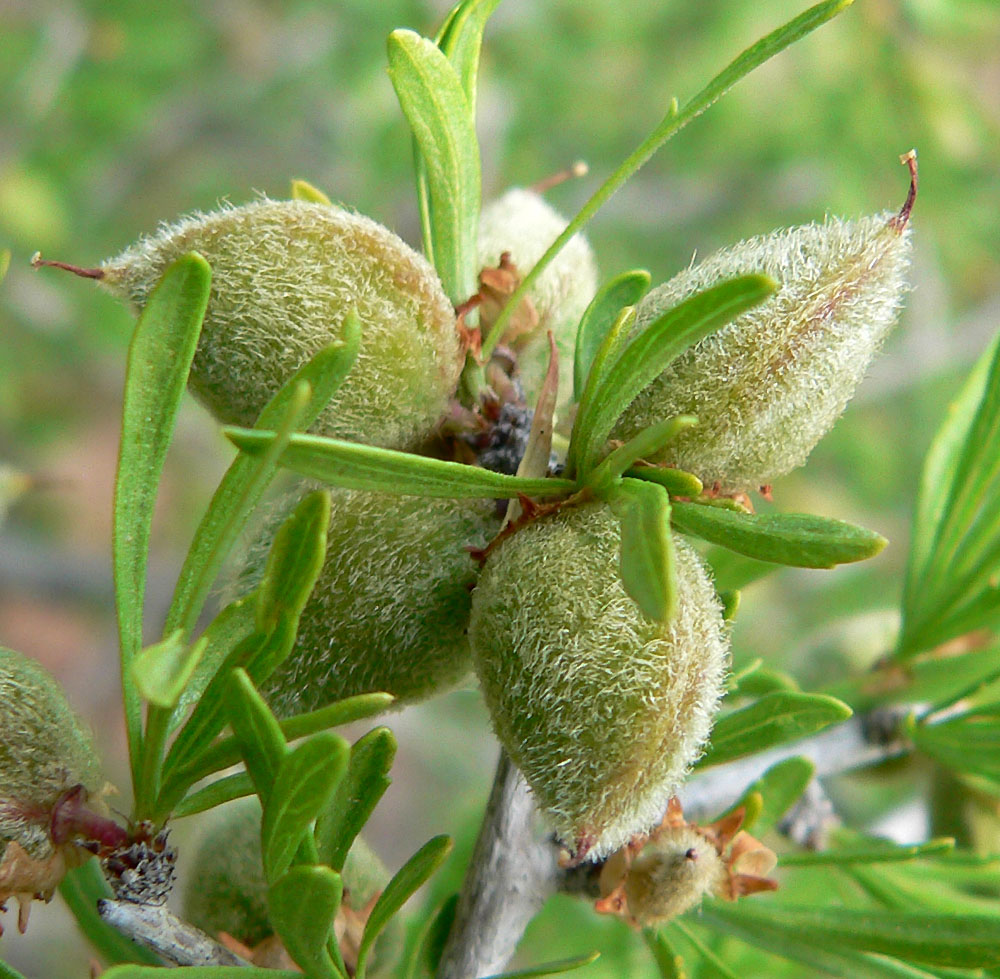
плоди